# Yoron
Yoron (与論町?, Yoron-chō) è una cittadina giapponese della Sottoprefettura di Ōshima, che fa parte della prefettura di Kagoshima. La municipalità comprende tutto il territorio di Yoronjima, la più meridionale e remota delle isole Amami, situate nell'estremo sud del paese e nella parte centro settentrionale dell'arcipelago delle Ryūkyū. Insieme ad altre municipalità delle Amami forma il Distretto di Ōshima.
Nel Giugno 2013, Yoron aveva 5.263 abitanti distribuiti su una superficie di 20,49 km², per una densità di 258,08 ab./km²

## Infrastrutture e trasporti
L'aeroporto di Yoron è collegato con quelli di Kagoshima, Okinoerabu (nell'isola di Okinoerabujima) e Naha (nell'isola di Okinawa).

## Geografia fisica

### Clima
Il clima è classificato come umido subtropicale con estati molto calde ed inverni miti. L'area è soggetta a frequenti tifoni e le precipitazioni sono abbondanti tutto l'anno

## Curiosità
Su tutta l'isola è praticata un'usanza che prevede, per favorire il viaggio verso l'aldilà dei morti, il lavaggio delle ossa dei defunti ogni 5 anni.

## Amministrazione

### Gemellaggi
mykonos, dal 1985